# Scilla simiarum
Scilla simiarum är en sparrisväxtart som beskrevs av John Gilbert Baker. Scilla simiarum ingår i släktet blåstjärnesläktet, och familjen sparrisväxter. Inga underarter finns listade i Catalogue of Life.